# Mindaugas Kieras
Mindaugas Kieras (* 7. Juni 1980 in Elektrėnai, Litauische SSR) ist ein ehemaliger litauischer Eishockeyspieler und heutiger Trainer, der zuletzt bis 2018 bei den Vilnius Hockey Punks in der litauischen Eishockeyliga spielte und seither deren Cheftrainer ist.

## Karriere

### Clubs
Mindaugas Kieras begann seine Karriere als Eishockeyspieler beim SC Energija in seiner Heimatstadt Elektrėnai. Dort debütierte er bereits als 17-Jähriger in der East European Hockey League. 1998, 1999 und 2001 wurde er mit der Mannschaft litauischer Meister. Anschließend wechselte er bis 2009 jährlich den Verein und kehrte – neben Auslandsaufenthalten in Belarus, Großbritannien und Lettland – auch zweimal für ein Jahr zum SC Energija zurück, mit dem er in diesen beiden Jahren (2004 und 2009) erneut den litauischen Titel erringen konnte. Mit den Milton Keynes Lightning, zu denen er im Lauf der Saison 2005/06 gewechselt war, gewann er 2006 die Playoffs der English Premier Ice Hockey League (EPIHL). Seit 2009 spielt Kieras erneut auf der britischen Insel in der EPIHL. Nach zwei Jahren bei den Basingstoke Bison spielte er von 2011 bis 2014 für die Slough Jets. Bei dem Team aus Berkshire fungiert er zudem in der Spielzeit 2013/14 als Mannschaftskapitän und Assistenztrainer. 2010 und 2013 wurde er jeweils in das Second-All-Star-Team der EPIHL gewählt. In beiden Jahren erzielte er auch jedenfalls die meisten Scorerpunkte eines Verteidigers der Liga. 2014 kehrte er in seine Geburtsstadt Elektrėnai zurück und spielte zwei Jahre für den SC Energija in der belarussischen Wysschaja Liga. Von 2016 bis 2018 spielte er für die Vilnius Hockey Punks in der litauischen Eishockeyliga. Anschließend beendete er seine Karriere.

### International
Für Litauen nahm Kieras im Juniorenbereich an den U18-C-Europameisterschaften 1996, 1997 und 1998 sowie der U20-D-Weltmeisterschaft 1998 und den U20-C-Weltmeisterschaften 1999 und 2000.
Mit der litauischen Herren-Nationalmannschaft spielte Kieras zunächst bei den C-Weltmeisterschaften 1999 und 2000 und nahm nach Einführung des heutigen Divisionssystems an den Weltmeisterschaften der Division I 2001, 2003, 2004, 2005, 2006, 2007, 2008, 2009, 2009, 2010, 2011, 2012, 2013, 2014, als er die beste Plus/Minus-Bilanz aller Spieler erreichte, 2015, 2016, als er erstmals Kapitän des Teams aus dem Baltikum war, 2017 und 2018 sowie der Division II 2002 und 2004 teil.
Zudem vertrat er seine Farben bei den Qualifikationsturnieren für die Olympischen Winterspiele 2010 in Vancouver und 2018 in Pyeongchang. Auch beim Baltic-Cup 2016 stand für Litauen auf dem Eis.

### Trainerkarriere
Neben seiner Spielerkarriere war Kieras bei den U20-Weltmeisterschaften der Division II 2016 und 2017 Assistenztrainer und 2018 Cheftrainer der litauischen Junioren. Bei der U18-Weltmeisterschaften der Division II 2018 war er Cheftrainer des litauischen Nachwuchses in der Division II und bei der Weltmeisterschaft 2022 gehörte er als Co-Trainer zum Stab der litauischen Herren-Nationalmannschaft in der Division I.
Seit 2018 ist er Cheftrainer der Vilnius Hockey Punks, mit denen er 2022 deren ersten litauischen Meistertitel gewann und anschließend in die lettische Liga wechselte. Von 2018 bis 2020 war er zudem auch Cheftrainer des litauischen Zweitligisten Feniksas Vilnius.

## Erfolge und Auszeichnungen
| - 1998 Litauischer Meister mit dem SC Energija - 1999 Litauischer Meister mit dem SC Energija - 2001 Litauischer Meister mit dem SC Energija - 2004 Litauischer Meister mit dem SC Energija - 2006 Gewinn der English Premier Ice Hockey League mit den Milton Keynes Lightning | - 2009 Litauischer Meister mit dem SC Energija - 2010 Mitglied des Second-All-Star-Teams und meiste Scorerpunkte eines Verteidigers der English Premier Ice Hockey League - 2013 Mitglied des Second All-Star-Teams und meiste Scorerpunkte eines Verteidigers der English Premier Ice Hockey League - 2019 Auszeichnung als bester litauischer Trainer - 2022 Litauischer Meister mit den Vilnius Hockey Punks (als Trainer) |

### International
| - 1998 Aufstieg in die C-Gruppe bei der Junioren-D-Weltmeisterschaft 1998 - 2000 Aufstieg in die Division I bei der C-Weltmeisterschaft - 2002 Aufstieg in die Division I bei der Weltmeisterschaft der Division II, Gruppe B | - 2004 Aufstieg in die Division I bei der Weltmeisterschaft der Division II, Gruppe B - 2014 Beste Plus/Minus-Bilanz bei der Weltmeisterschaft der Division I, Gruppe B - 2018 Aufstieg in die Division I, Gruppe A, bei der Weltmeisterschaft der Division I, Gruppe B |